# 华南素馨
华南素馨（学名：Jasminum cathayense）是木犀科素馨属的植物。分布在中国大陆的广东、广西、湖南等地，生长于海拔1,200米至1,500米的地区，一般生长在山坡密林中，目前尚未由人工引种栽培。

## 别名
华南茉莉（中国高等植物图鉴）